# Mauerstetten
Mauerstetten – miejscowość i gmina w południowych Niemczech, w kraju związkowym Bawaria, w rejencji Szwabia, w regionie Allgäu, w powiecie Ostallgäu. Leży w Allgäu, około 12 km na północ od Marktoberdorfu, przy drodze B12.

## Demografia
| Rok  | Liczba mieszk. |
| ---- | -------------- |
| 1970 | 1 700          |
| 1987 | 2 355          |
| 2000 | 2 751          |

## Polityka
Wójtem gminy jest Armin Holderried, jego poprzednikiem na tym stanowisku był Alexander Müller. Rada gminy składa się z 16 osób.
|      | UWG Mauerstetten-Hausen | WG Frankenried | FPWG Steinholz | Razem |
| 2008 | 10                      | 4              | 2              | 16    |
| 2002 | 9                       | 3              | 2              | 14    |

## Oświata
W gminie znajduje się przedszkole (78 miejsc) oraz szkoła podstawowa (Hörmann-Volksschule Mauerstetten, klasy 1-4, 149 uczniów).